# Petr Bystroň (politik)
Petr Bystroň (* 30. listopadu 1972 Olomouc) je německý politik českého původu, od října 2015 bavorský zemský předseda strany Alternativa pro Německo. Dne 24. října 2017 byl zvolen poslancem Německého spolkového sněmu za AfD. Do Spolkového sněmu byl zvolen i při volbách roku 2021. V roce 2024 byl Bezpečnostní informační službou obviněn, že přijímá peníze od Ruska, což Bystroň popřel.

## Původ a rodina
Narodil se v Olomouci, vyrůstal v Českém Těšíně. V roce 1988 emigroval se svou matkou a otčímem přes Jugoslávii do západního Německa, kde posléze v Bavorsku dostal politický azyl.
Je ženatý a má dvě děti.

## Studium a povolání
Bystroň po gymnáziu Rupprecht v Mnichově a gymnáziu Wilms v Delmenhorstu studoval na Ludwig-Maximilians-Universität a na Hochschule für Politik (Vysoká škola politická) v Mnichově ekonomii a mezinárodní vztahy. Po skončení studia byl zvolen předsedou podpůrného spolku pro tuto vysokou školu. Poté, co vzhledem k jeho angažmá v AfD došlo k protestům proti jeho předsednictví, se Bystroň v roce 2016 této funkce vzdal.
Po studiu založil v roce 1994 mezinárodně činnou reklamní agenturu zaměřující se na navazování obchodních styků, kterou v roce 2004 se ziskem prodal. Firma získala několik ocenění (1995 – vítěz soutěže Komise EU o nejlepší esej; 1998 – cena letiště Mnichov za projekt pro BMW; 1999 – vítěz ceny letiště Mnichov za projekt pro IKEA). Podle obchodního rejstříku má tato původní Bystroňova společnost s ručením omezeným  nyní název Lendvay GmbH a noví majitelé se zabývají výrobou, opravami a prodejem kožených bot. 
V letech 2004–2011 působil jako vedoucí oddělení marketingu a firemní komunikace, v letech 2011–2017 jako vedoucí společník ve firemním poradenství, kde vytvářel pro obchodní společnosti koncepty pro hospodářské styky a strategické postupy na trzích.

## Politické působení v Německu
V letech 2005–2013 byl členem FDP. Od roku 2013 je členem AfD, kde se stal v roce 2015 zemským předsedou pro Bavorsko.   

### Předseda bavorské AfD a poslanec Spolkového sněmu
Dle vlastních slov je členem strany Alternativa pro Německo od jejího počátku a do čela bavorské části se dostal díky tomu, že se vymezil proti odcházejícímu zakladateli Berndovi Luckemu.
Bystroň kandidoval ve volbách do německého Spolkového sněmu dne 24. září 2017. Na listině kandidátů AfD za Bavorsko byl na čtvrtém místě. Protože bavorská AfD získala 12,5 % platných „druhých” hlasů (Zweitstimme) jako třetí nejsilnější uskupení těsně za SPD a dostala tak 14 mandátů, byl Bystroň zvolen poslancem Bundestagu.
Po zvolení poslancem oznámil v říjnu 2017, že v listopadu 2017 již nebude obhajovat post předsedy bavorské AfD.

### Sledování Bavorským úřadem pro ochranu ústavy
Od března 2017 byl Bystroň sledován Bavorským úřadem pro ochranu ústavy, neboť je na něj „podezření ze snahy o protiústavní činnost“. Podle bavorského ministra vnitra Joachima Herrmanna vykazoval Bystroň „vyslovenou blízkost k pravicově extrémnímu Hnutí za identitu“ (Identitäre Bewegung). Bystroň totiž publikoval článek, ve kterém napsal, že „AfD musí být ochranným štítem pro tuto organizaci“. Bystroň proti svému sledování podal žalobu u správního soudu, která však byla zamítnuta. Administrativě Svobodného státu Bavorsko však bylo nařízeno[zdroj⁠?!], aby o sledování Bystroně neinformovala veřejnost, zprávy o tom přesto pronikly jak do rozhlasu, tak do tisku. Po jisté době[kdy?] od zvolení Bystroně do Spolkového sněmu bylo jeho sledování Bavorským úřadem pro ochranu ústavy zrušeno[zdroj⁠?!], protože nebylo přípustné vzhledem k jeho statusu poslance.[zdroj⁠?!]

## Kontroverze
21. srpna 2022 Petr Bystroň umístil na svoji facebookovou stránku kondolenci k úmrtí Darji Duginové s textem „truchlíme s rodiči, rodinou a přáteli nevinné ženy, jež byla vytržena ze života krutým útokem“.

#### Podezření z vazeb na Rusko
Petr Bystroň je podezíraný z přímých vazeb na Rusko. V roce 2021 měl navštívit proruského ukrajinského politika Viktora Medvedčuka v Kyjevě. Stalo se tak v době, kdy ukrajinské orgány držely Medvedčuka v domácím vězení kvůli obvinění z vlastizrady. Jako poslanec Bundestagu měl také interpelovat německou vládu, zda se zasadila o Medvedčukovo propuštění.
Podle německého týdeníku Der Spiegel z konce března roku 2024 měl dostávat peníze od ruských vlivových organizací. Česká kontrarozvědka získala informace, že v Praze měla být předávána z ruských zdrojů hotovost jednak proruským politikům z Německa a také na provoz proruského zpravodajského webu Voice of Europe. Bystroň převzetí peněz popřel. Zpravodajská služba BIS má mít podle Deníku N k dispozici čtyři nahrávky a na dvou z nich měl figurovat právě Bystroň. Nahrávky si měli vyslechnout členové Stálé komise Poslanecké sněmovny pro kontrolu činnosti BIS. Peníze podle nahrávky převzal německý politik v Praze. První nahrávka byla pořízená z auta Arťoma Marčevského, který má blízko k Viktoru Medvedčukovi. Bystroň měl od Marčevského přebrat 20 tisíc eur a hovořili spolu také o tom, že by proruská vlivová síť měla platit budoucí asistenty nově zvolených poslanců v Evropském parlamentu. Nebylo však zmíněno, o jaké konkrétní europoslance mělo jít. Na druhé nahrávce se měl Bystroň s Marčevským bavit o mediální platformě Voice of Europe, které v srpnu roku 2023 poskytl rozhovor.
V květnu 2024 jej německý parlament zbavil poslanecké imunity a německá policie prohledávala jeho poslaneckou kancelář. Téhož měsíce oznámil, že z rodinných důvodů pozastavil svou kampaň do voleb do Evropského parlamentu 2024.
V červnu 2024 vyšlo najevo, že podle českých vyšetřovatelů plánoval, jak rozšířit vliv serveru v Evropě a s provozovatelem Voice of Europe diskutoval o tom, co na něm má být zveřejněno. „Možná ještě důležitější mohla být jeho role při vytváření sítě v Evropském parlamentu: Bystroň do ní prý navrhoval evropské politiky a seznamoval je s (Arťomem) Marčevským,“ píše německý Die Zeit s odkazem na ruského  propagandistu stojícího za serverem Voice of Europe.